# إلسا سالازار كيد
إلسا سالازار كيد (بالإنجليزية: Elsa Salazar Cade)‏ هي عالم حيوانات وعالمة حشرات ومُدرسة أمريكية، ولدت في 1952.